# Masaya Idetsu
Masaya Idetsu (japanisch 出津 真哉 Idetsu Masaya; * 11. Mai 1999 in der Präfektur Ibaraki) ist ein japanischer Fußballspieler.

## Karriere
Masaya Idetsu erlernte das Fußballspielen in der Schulmannschaft der Nobukata Secundary School, in der Jugendmannschaft des Erstligisten Kashima Antlers, sowie in der Universitätsmannschaft der Osaka Sangyo University. Seinen ersten Vertrag unterschrieb er im Januar 2022 bei Albirex Niigata (Singapur). Der Verein ist ein Ableger des japanischen Zweitligisten Albirex Niigata, der in der ersten singapurischen Liga, der Singapore Premier League, spielt. Sein Erstligadebüt gab Masaya Idetsu am 25. Februar 2022 (1. Spieltag) im Heimspiel gegen Tanjong Pagar United. Hier stand er in der Startelf und spielte die kompletten 90 Minuten. Tanjong Pagar United gewann das Spiel 2:0. Tanjong Pagar United gewann das Spiel 2:0. Am Ende der Saison feierte er mit Albirex die singapurische Meisterschaft. Nach 23 Erstligaspielen wurde sein Vertrag nach der Saison 2022 nicht verlängert.

## Erfolge
Albirex Niigata (Singapur)
- Singapurischer Meister: 2022